# David Esterly

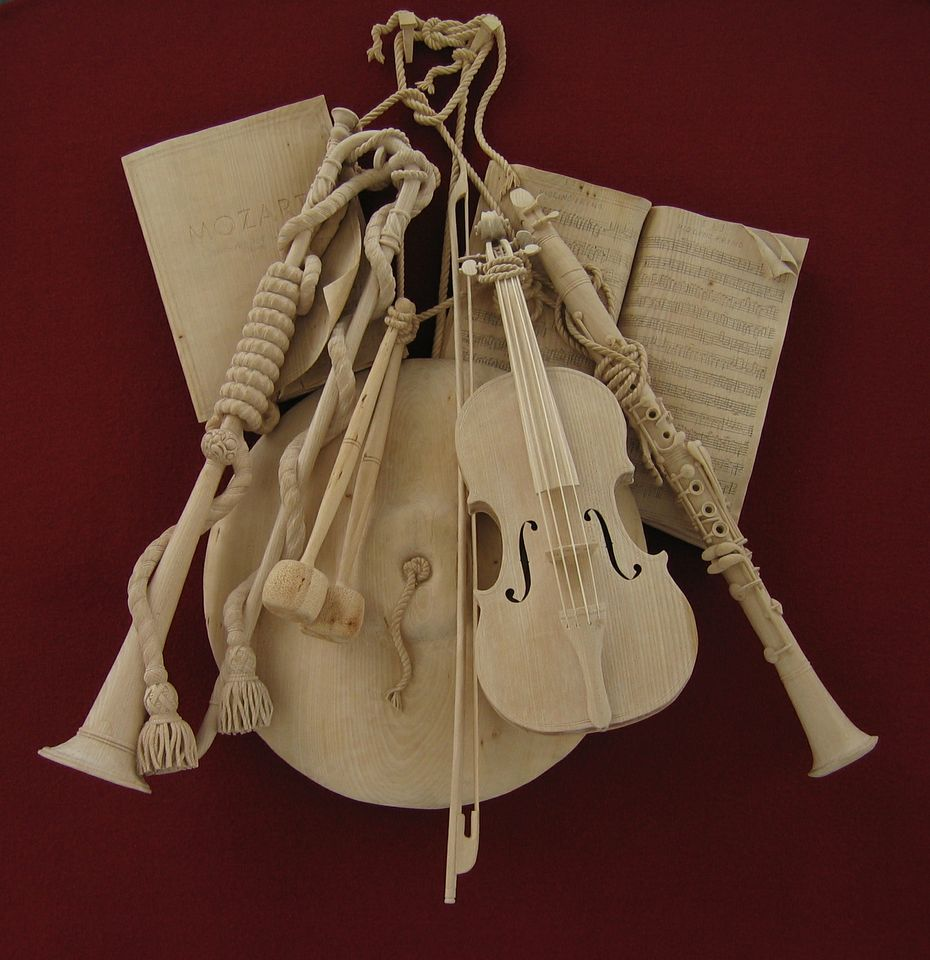
David Esterly: Musical Trophy, Lindenholzschnitzerei 2004

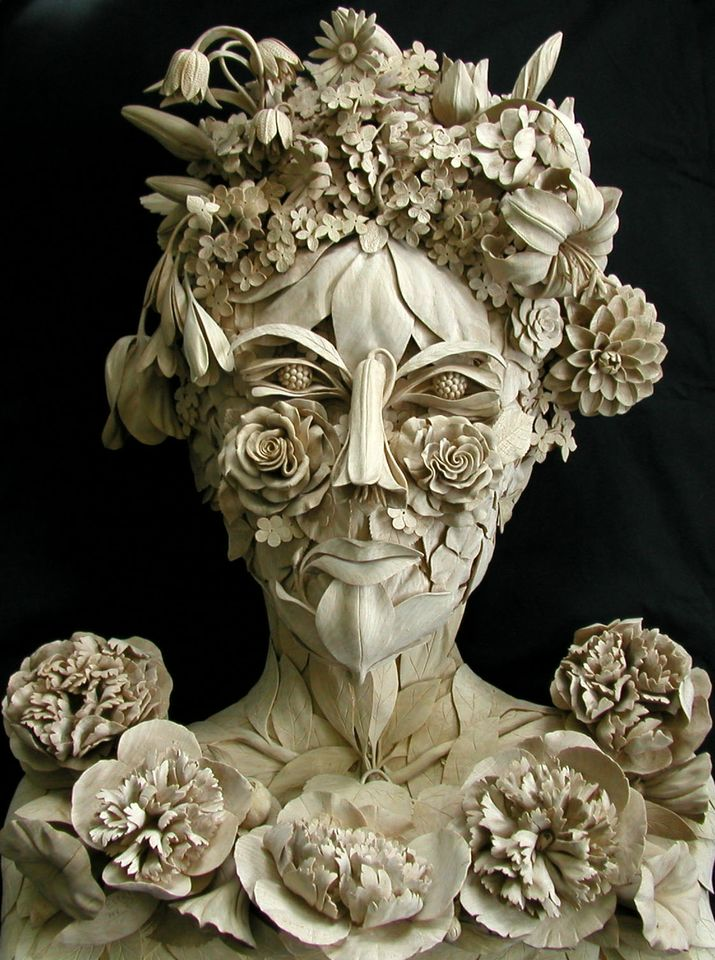
David Esterly: Botanical Head, Lindenholzschnitzerei 2005

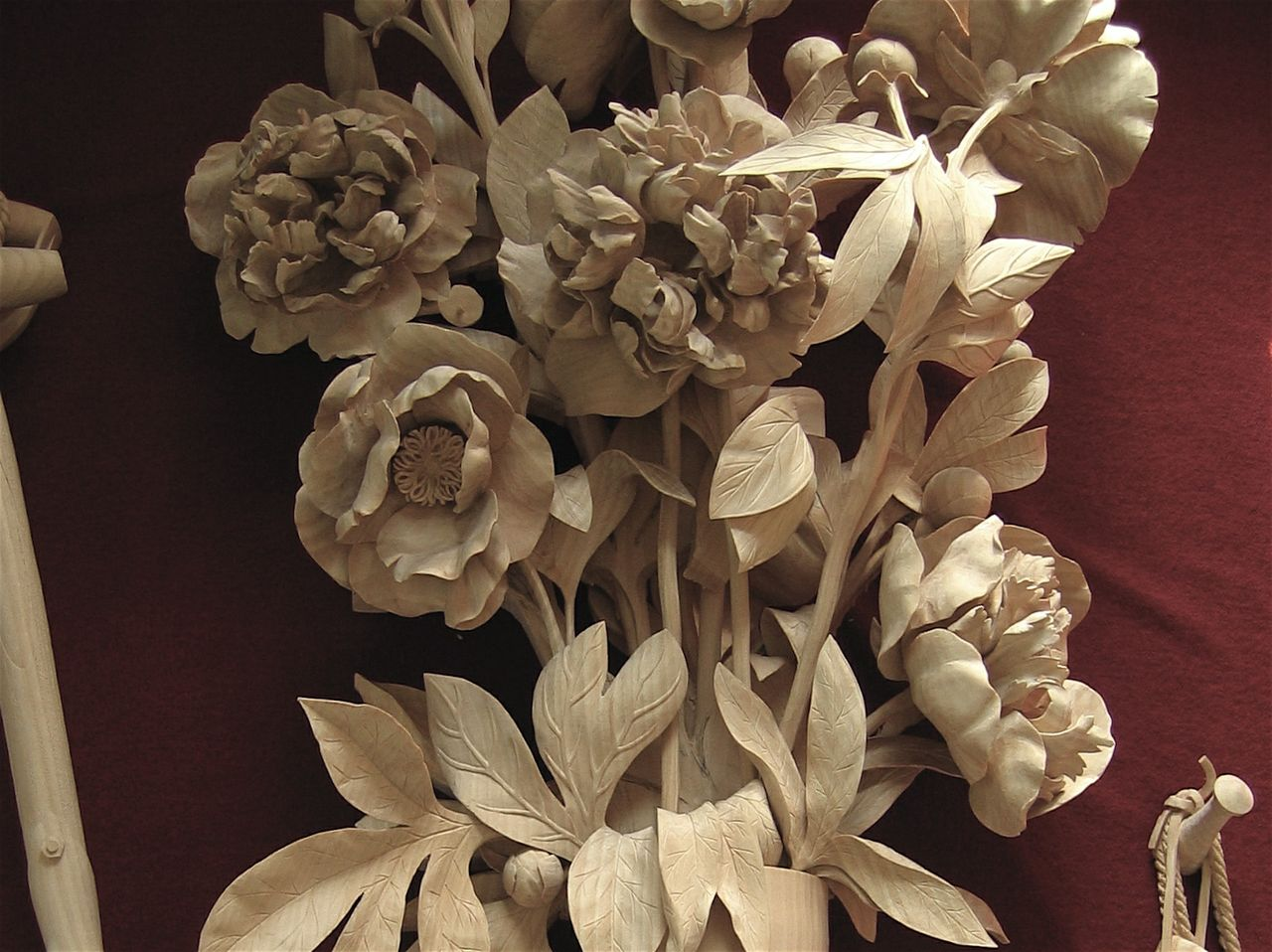
Detail einer Arbeit im Stile Grinling Gibbons, die David Esterley 2007 ausführte

David Esterly (* 10. Mai 1944 in Akron, Ohio; † 15. Juni 2019 in Barneveld, New York) war ein US-amerikanischer Bildhauer und Autor. Er arbeitete überwiegend mit Lindenholz und ist für seine naturalistischen Hochreliefs im Stil des britischen Barock-Bildhauers Grinling Gibbons bekannt. David Esterly war verheiratet und lebte zuletzt im US-amerikanischen Bundesstaat New York.

## Leben
Esterly wurde 1944 in Akron im US-amerikanischen Bundesstaat Ohio geboren, wuchs aber in Orange County, Kalifornien auf. Er schloss sein Studium in Harvard mit einem Bachelor ab und sein Studium in Cambridge, wo er mit Hilfe des Fulbright-Programms einen Studienplatz erlangte, mit einem Bachelor und einer Promotion. Sein Hauptfach war Englisch. In seiner Promotionsarbeit setzte er sich mit dem irischen Dichter William Butler Yeats und dem antiken Philosophen Plotin auseinander.
Nach Abschluss seiner Studien verwarf er die Idee einer akademischen Laufbahn. Er wandte sich der Holzschnitzerei zu, nachdem er in der von Christopher Wren erbauten Kirche St. James in London erstmals bewusst eine Schnitzerei von Grinling Gibbons gesehen hatte. Esterly zog sich daraufhin in ein in Sussex gelegenes Cottage zurück, um sich selbst die Holzschnitzerei im Stile Gibbons beizubringen. Obwohl er wiederholt mit dem Hinweis „Carvers are starvers“ (Schnitzer sind Hungerkünstler) gewarnt wurde, hielt er daran fest, sich auf diese Weise seinen Lebensunterhalt zu verdienen.

### Rekonstruktion von Gibbons-Schnitzereien
1986 beschädigte ein Feuer Teile des Hampton Court Palace. Das Feuer war oberhalb der Paradezimmer des Königs ausgebrochen und wurde frühzeitig genug entdeckt, um die tragbaren Kunstwerke in diesem Teil des Palastes zu retten. Die hoch oben an den Wandvertäfelungen festgenagelten dekorativen Schnitzereien Gibbons nahmen jedoch durch Feuer und Löschwasser Schaden. Eine mehr als zwei Meter lange Schnitzerei, die die Seite einer Tür schmückte, verbrannte vollständig. Esterly wurde damit beauftragt, eine Reproduktion dieser verlorenen Schnitzerei zu schaffen und arbeitete ein Jahr lang am Hampton Court Palace. Die Erfahrungen, die Esterly während dieser Zeit sammelte, schilderte er in dem Sachbuch The Lost Carving: A Journey to the Heart of Making, das 2012 in den USA und 2013 in Großbritannien erschien. Er schildert darin unter anderem den Widerstand innerhalb der Palastverwaltung, einen US-Amerikaner mit der Wiederherstellung eines britischen Kulturerbes zu beauftragen, seine Zusammenarbeit mit anderen Holzbildhauern, die an der Restauration der vom Feuer und Löschwasser beschädigten Gibbons-Schnitzereien arbeiteten, ihr gemeinsames Bemühen, die spezifische Technik Gibbons’ zu erfassen und die Diskussionen, inwieweit die Schnitzereien in einen Zustand zurückversetzt werden sollten, den sie zur Zeit Gibbons’ hatten. Insbesondere bestand die Frage, ob die Wachsschichten, die im Laufe der Jahrhunderte auf diese ursprünglich unbehandelten Schnitzereien gelangt waren, zu erhalten seien und ob damit der Zustand hergestellt werden sollte, den sie unmittelbar vor dem Brand hatten. Esterly reflektiert in seinem Buch zudem allgemein über die Bedeutung kreativer Arbeit. Kritiken bezeichneten sein Buch als eine wundervolle Meditation über den kreativen Prozess. Bereits sein erstes Buch über Grinling Gibbons (Grinling Gibbons and the Art of Carving), das 1998 erschien, war als geniales und sehr gelehrtes Werk bezeichnet worden.
Esterly stand der Verwendung von Schleifpapier bei der finalen Glättung von Holzoberflächen kritisch gegenüber. Schleifpapier ist eine Erfindung des 19. Jahrhunderts. Geprägt von dem Kunsthistoriker John Ruskin, der argumentiert hatte, dass Oberflächen durch die Behandlung mit Schleifpapier eine langweilig diffuse Ruhe (im Originaltext spricht Ruskin von smooth, diffused tranquility) entwickelten, war er davon ausgegangen, dass barocke Holzschnitzer wie Gibbons ihre schimmernden Oberflächen durch besonders sorgfältiges Arbeiten mit den Schnitzeisen erzielen würden. Bei der sorgfältigen Untersuchung der vom Brand verschont gebliebenen Schnitzereien fielen jedoch regelmäßige Kerbungen auf. Gibbons hatte offensichtlich ein natürliches Schleifmittel für die Glättung der Oberflächen verwendet. Ein Instrumentenbauer wies darauf hin, dass in älteren Texten Winter-Schachtelhalm als Schleifmittel erwähnt wurde. Experimente mit diesen getrockneten Pflanzen erzeugten identische Bearbeitungsspuren.

### Gibbons-Ausstellung
Esterly setzte sich bereits während seiner Arbeit am Hampton Court Palace für eine separate Ausstellung der Arbeiten von Gibbons ein. Auch dieser Vorschlag traf bei der Verwaltung des Hampton Court Palace auf wenig Resonanz. Aus Sicht Esterlys bot die Abnahme der Gibbons-Schnitzereien nach dem Brand im Hampton Court Palace eine einmalige Gelegenheit, sie einem interessierten Publikum in größerer Nähe zu zeigen. Zu einer Gibbons-Ausstellung kam es jedoch erst 1998 im Victoria & Albert-Museum, London. Esterly war für diese Ausstellung als Kurator tätig.

### Eigene Arbeiten
Mit seinen eigenen Schnitzereien konzentrierte sich Esterly zunächst auf ornamentale Arbeiten und danach auf Holzskulpturen, die an Stillleben erinnern; es entstanden „botanische Köpfe“ in der Art der Gemälde von Giuseppe Arcimboldo. Diesen Stil entwickelte er, als er 2002 als Künstler an der American Academy in Rome zu Gast war.

## Veröffentlichungen
- Grinling Gibbons and the Art of Carving, Abrams, 1998
- The Lost Carving: A Journey to the Heart of Making, Viking/Penguin, 2013